# Гамаши
Гама́ши (фр. gamache) или гетры (англ. spats) — вязаные или сшитые из плотного толстого материала чехлы либо голенища со штрипками, закрывающие щиколотки. Удлинённый вариант называется штиблеты и доходит до колен. 
Надевались поверх ботинок, застёгиваясь на пуговицы сбоку и предназначались для защиты обуви и ног, так как до начала массового производства ботинки были достаточны дороги в изготовлении. В западноевропейских армиях (характерно для Франции и Италии), затем и в Америке, башмаки с гамашами заменяли сапоги.
Появились в форме европейских пехотинцев во 2-й половине XVI в.; повторно их ввели в массовых французской и австрийской армиях во 2-й половине XIX в. 

В Россию гамаши проникли с времен Петра Великого и в качестве детали военной формы продержались там до начала XIX в., в последующий период русские военные отдавали предпочтение сапогам. После 1729 гамаши проникают в русский аристократический охотничий костюм. В XIX в. теплые суконные или войлочные гамаши на застежках входят в повседневную уличную одежду, причем они существенно короче форменных. В конце XIX в. существуют наряду с гетрами или заменяются ими.

## Этимология
По сведениям «Словаря иностранных слов, вошедших в состав русского языка» Чудинова А. Н., вышедшего в 1910 году, слово происходит от старофранцузского gambe — современного jambe — в значении нога. Современные словари возводят этимологию (иногда через испанский) к арабскому gaddmasi — «кожа из Гадамеса в Триполитании» (кожа особой выделки).

## Гамаши как замена бахил
В условиях глубокого снега для защиты ног часто используют бахилы; однако для современной обуви с качественным утеплением и протектором на подошве иногда предпочитают использовать гамаши.
Комбинация из гамаш/гетр и спортивных носков используются в современном футболе и хоккейном спорте для фиксации защитных щитков, которые теперь имеют самостоятельные крепления.

## В искусстве
По мнению Даниила Гранина, давно вышедшие из употребления гамаши (как и другие старые вещи и обозначавшие их слова) хорошо сохраняются в детской литературе, особенно стихах:

Стал натягивать гамаши —
Говорят ему: не ваши.
— С. Я. Маршак «Вот какой рассеянный».
В фильме «В джазе только девушки» гетры носил мафиозо Коломбо, прозванный «Коломбо белые гетры» (англ. White spats Colombo).